# Sammalisensaari
Sammalisensaari är en ö i Finland. Den ligger i sjön Sammalinen och Luotojärvi och i kommunen Saarijärvi i den ekonomiska regionen  Saarijärvi-Viitasaari och landskapet Mellersta Finland, i den centrala delen av landet, 270 km norr om huvudstaden Helsingfors. Öns area är 3,3 hektar och dess största längd är 400 meter i sydöst-nordvästlig riktning.